# Horst Coblenzer
Horst Coblenzer (* 1. August 1927 in Bochum; † 14. Juni 2014 in Wien) war ein deutscher Schauspieler, Sprachmeister des Deutschen Theaters Göttingen und Ordinarius für Sprecherziehung am Max Reinhardt Seminar in Wien.
Coblenzer beschäftigte sich mit der Phonation und prägte das Konzept der Atemrhythmisch Angepassten Phonation durch seine Tätigkeit als forschender Schauspieler und Dozent in Zusammenarbeit mit dem Lungenfacharzt Franz Muhar, mit dem er zahlreiche Untersuchungen durchführte.

## Wirken
Coblenzer wurde nach dem Zweiten Weltkrieg als junger Schauspieler zunächst von Saladin Schmitt ans Schauspielhaus Bochum engagiert, dann von Heinz Hilpert am Theater Konstanz, um schließlich am Deutschen Theater Göttingen zu spielen.
Coblenzer stellte sich als Schauspieler den Fragen: Komme ich beim Publikum an oder nicht? Wie beherrsche ich mein sprachliches Instrument mit größtmöglicher Ökonomie? Sein Lehrer Bernhard Vollmer, Sprachmeister des Deutschen Theaters, dessen Nachfolger er wurde, machte ihn mit der „Atemsprache“ von Josef Kainz vertraut. Weiterhin beobachtete er Kollegen wie Werner Kraus. Dort erlebte er Wort und Gebärde als eine Einheit, entsprungen aus Authentizität und Leidenschaft, welche das Publikum in ihren Bann zu ziehen vermochte.
Durch Gerda Alexander lernte er die Eutonie und durch Ilse Middendorf den Erfahrbaren Atem kennen. Regelmäßig zitierte er in seinen Veranstaltungen zur Sprecherziehung am Max Reinhardt Seminar Erkenntnisse aus der Atem- und Stimmarbeit von Clara Schlaffhorst und Hedwig Andersen, die bereits um 1900 den physiologischen Gebrauch von Atmung und Stimme als therapeutische Hilfe erkannt hatten.
Zu den praxisbezogenen Beobachtungen kam die Nachprüfung des Erlebten durch experimentelle Untersuchungen und deren wissenschaftliche Verifizierung. Für Coblenzer wurde hier die Zusammenarbeit mit Franz Muhar bedeutend. Gemeinsam sammelten sie Fakten und Ergebnisse, welche damals im medizinischen Bereich zur Thematik «Atem und Sprechen» vorlagen.
Zum Schlüssel der Atemrhythmisch Angepassten Phonation wurde das Abspannen, das zu einem ermüdungsfreien Sprechen verhilft. Durch das präzise Lösen der artikulatorischen Ventilspannung beim Endkonsonanten oder Endvokal kommt es zu einer reflektorischen Luftergänzung innerhalb von 0,2 Sekunden. Diese automatische Einatmung geschieht schnell, mühelos und geräuschlos. Mit Hilfe von Röntgenaufnahmen machten Horst Coblenzer und Franz Muhar die damit verbundenen Zwerchfellbewegungen sichtbar.
Im Jahre 1976 schrieben Franz Muhar und Horst Coblenzer das Buch «Atem und Stimme». Aus den Erkenntnissen der unzähligen Seminararbeiten folgte das Lehrbuch von Horst Coblenzer «Erfolgreich Sprechen». Beide Bücher wurden Grundlagenwerke in der Stimm- und Sprecherziehung.

## Schriften
- Horst Coblenzer: Die  Bedeutung des Atemrhythmus für den Sprachlichen Ausdruck des Schauspielers. Dissertation, Wien 1970.
- Horst Coblenzer & Franz Muhar: Atem und Stimme. Anleitung zum guten Sprechen.  Wien, Verlag öbv & hpt, Wien 2006, ISBN 3215020408, 20. Auflage.
- Horst Coblenzer, Kurt Sobotka, Angelika Kofler: Erfolgreich sprechen: Fehler und wie man sie vermeidet. Ein Kursus mit Kassetten. 2 Tonbandkassetten. Kassette 2 mit Hör- und Übungsbeispielen. Österreichischer Bundesverlag, 1987.